# Asteromyia euthamiae
Asteromyia euthamiae är en tvåvingeart som beskrevs av Gagne 1968. Asteromyia euthamiae ingår i släktet Asteromyia och familjen gallmyggor. Inga underarter finns listade i Catalogue of Life.